# Bernd Giese
Bernd Giese (* 2. Juni 1940 in Hamburg) ist ein deutscher Chemiker, der sich vorwiegend mit bioorganischen Radikal- und Photoreaktionen befasst.

## Leben
Giese studierte an den Universitäten Heidelberg, Hamburg und München, wo er 1969 von Rolf Huisgen mit der Arbeit Beiträge zum Mechanismus der Amin-Addition an Acetylen-Carbonester promoviert wurde. Er habilitierte sich 1976 an der Universität Freiburg. Von 1969 bis 1971 arbeitete er in der pharmazeutischen Forschung der BASF in Ludwigshafen. In der Folgezeit forschte er an der Westfälischen Wilhelms-Universität in Münster (1971–1972) und der Universität Freiburg (1972–1977) bis zur ersten Anstellung als ordentlicher Professor an der Technischen Universität Darmstadt (1977–1988). Seit 1989 ist Giese Professor am Institut für Organische Chemie der Universität Basel. Seit 2010 ist Giese Gastprofessor an der Universität Fribourg.
Im Jahr 1999 wurde er in die Deutsche Akademie der Naturforscher Leopoldina aufgenommen und 2003 zum Mitglied der American Academy of Arts and Sciences.

## Wirken
Zunächst arbeitete Giese auf dem Gebiet der Kinetik und Selektivität komplexer organischer Reaktionen und führte radikalische (C-C)-Verknüpfungen als Synthesemethode ein. Die von ihm gefundene Addition von C-Radikalen an Olefine wird auch als Giese-Reaktion bezeichnet. Seine heutige Forschung konzentriert sich auf Radikalreaktionen in biologischen Systemen, insbesondere den Elektronentransfer durch DNA und Peptide und die radikalische Spaltung von DNA, Peptiden und Lipiden. Besonders angesehen ist hierbei die Aufklärung des sogenannten Hopping-Mechanismus von Elektronentransferprozessen der DNA, die eine Abhängigkeit von der Nukleotidsequenz zeigen. Weitere Forschungsgebiete sind die stereoselektive Synthese zyklischer Aminosäuren und Peptide mit Radikalen und Biradikalen durch photoinduzierte H-Abstraktion, sowie die Anwendung neuartiger Schutzgruppen für die organische Synthese und kombinatorischen Chemie, die durch Photoreaktionen abgespalten werden können.

## Wissenschaftspreise
Zu Gieses wissenschaftlichen Auszeichnungen zählen das Karl-Winnacker-Stipendium (1977), der Carl-Duisberg-Gedächtnispreis (1977), der Gottfried-Wilhelm-Leibniz-Preis (1987), der Tetrahedron-Preis (2005), die Emil-Fischer-Medaille (2006), sowie der Paracelsus-Preis der Schweizerischen Chemischen Gesellschaft (2012).

## Schriften (Auswahl)
- Radicals in Organic Synthesis: Formation of Carbon-Carbon Bonds. Pergamon Press, Oxford, 1986.
- hrsg. mit Manfred Regitz: C-Radikale (= Houben-Weyl: Methoden der Organischen Chemie. Band E 19a). 2 Bände. Thieme, Stuttgart 1989.
- mit Dennis P. Curran, Ned A. Porter: Stereochemistry of Radical Reactions: Concepts, Guidelines, and Synthetic Applications. VCH, Weinheim 1996.